# 云冈镇
云冈镇是中华人民共和国山西省大同市云冈区下辖的一个镇。2021年3月，云冈区撇销姜家湾街道，整建制并入云冈镇。以原姜家湾街道、原云冈镇、平城区马军营乡小站村的行政区域为云冈镇的行政区域。

## 行政区划
云冈镇下辖以下地区：
云冈村、吴官屯村、姜家湾村、白庙村、大南沟村、三道沟村、荣华皂村、刘官庄村、兴旺庄村、栗庄村、石头村、张寺窑村、校尉屯村、竹林寺村、麻村、水泉村、榆涧村和红墙村，
新大街社区、同云里社区、新开路社区、南山路社区、四化路社区和云姜里社区，小站村。